# Stephan I. (Ungarn)

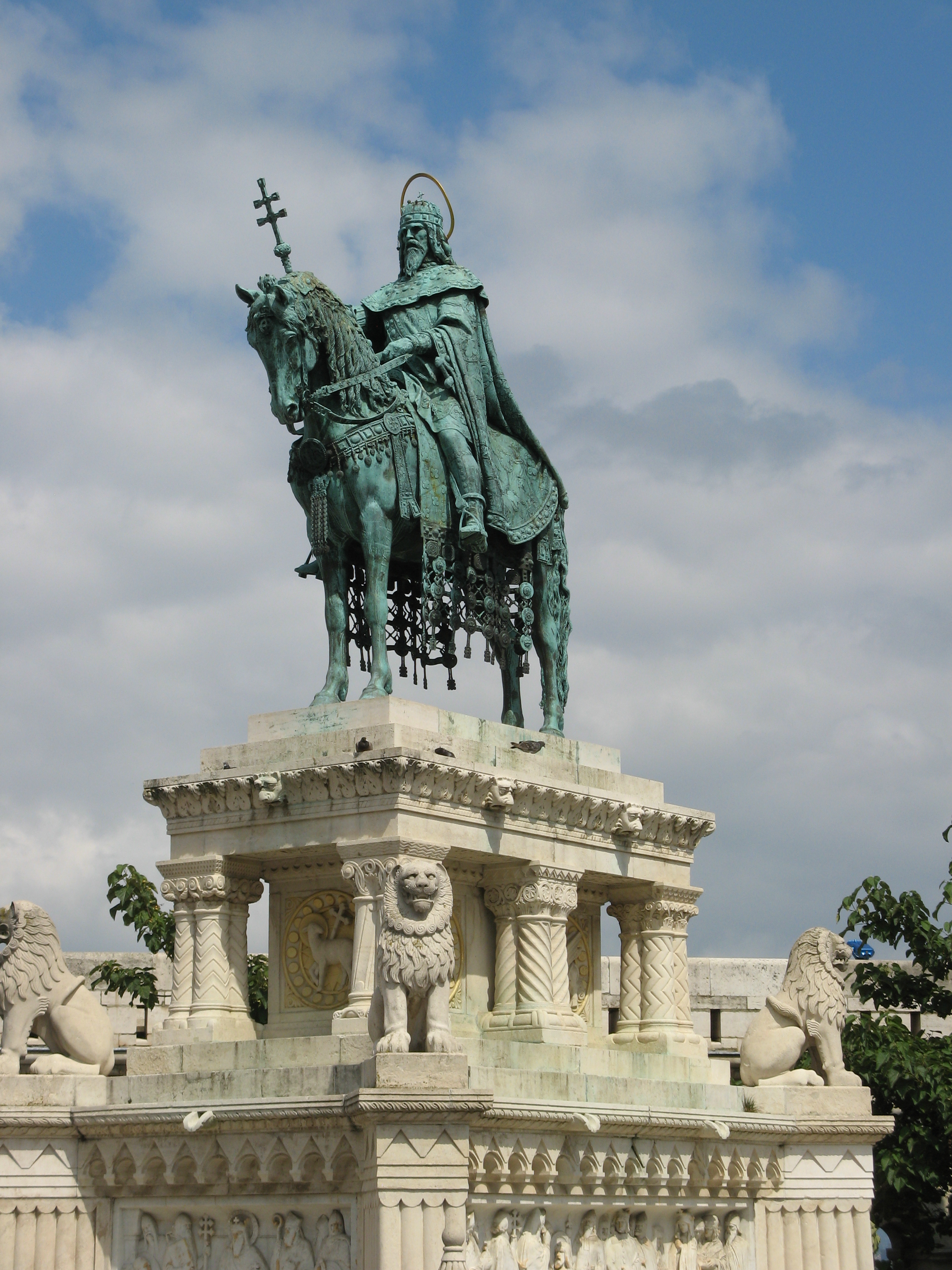
Statue von Stephan I. auf der Fischerbastei in Budapest

Stephan I. der Heilige (lateinisch: Sanctus Stephanus, ungarisch: Szent István, slowakisch: Svätý Štefan; * 969 bei Esztergom; † 15. August 1038) war ein magyarischer Fürst aus der Dynastie der Árpáden und von 1000 bis 1038 erster König des von ihm begründeten Königreiches Ungarn. Er gilt als der Nationalheilige des heutigen Ungarn und christianisierte die heidnischen Magyaren. Sein Gedenktag ist der 20. August, der in Ungarn auch Staatsfeiertag ist. Die Römisch-katholische Kirche in Ungarn gedenkt seiner als eines apostelgleichen Heiligen. Gedenktag ist der 16. August, nach altem Römischen Kalender der 2. September.

## Leben
Géza wurde im Jahr 985 gemeinsam mit seinem Sohn Vajk, der dabei den Namen  Stephan erhielt, von Adalbert von Prag getauft. Während der Großfürst Géza trotz der Taufe im Grunde Heide blieb, erhielt Stephan eine christliche Erziehung. Diese wurde noch verstärkt durch die Heirat Stephans mit der zehnjährigen bayerischen Herzogstochter Gisela, der Schwester des späteren Kaisers Heinrich II. Zudem festigte die Hochzeit das Bündnis Ungarns mit den bayerischen Fürsten, die noch 991 einen Feldzug gegen die Ungarn geführt hatten, und besiegelte die Bindung der Ungarn an die Westkirche. Als Stephan 997 nach dem Tod seines Vaters Großfürst wurde, war er, auch dank des Einflusses von Adalbert von Prag, vermutlich überzeugter Christ. Am Anfang seiner Herrschaft musste er sich gegen seinen Onkel Koppány durchsetzen, der als Clanältester selbst den Anspruch auf den Fürstenstuhl erhob.
Im Jahr 1000 sandte Stephan den Abt Astricus (Anastasius) aus dem Gefolge Adalberts zu Papst Silvester II. mit der Bitte nach Gewährung der Königswürde. Unterstützt wurde dieses Anliegen vom deutschen Kaiser Otto III., der mit Stephan verwandt war und sich zur gleichen Zeit in Rom befand. Anastasius brachte schließlich die Krönungsinsignien nach Ungarn. Die Krönung Stephans durch einen päpstlichen Gesandten am 17. August 1000 in Gran war verbunden mit der Installierung einer Landeskirche und vermutlich auch mit der Schenkung des Königreichs Ungarn an den Papst, der es als Lehen an Stephan übergab. Dieser Schritt, analog zur Schaffung des Königreichs Polen, sollte die Herrschaft Stephans und die Kontinuität der Thronfolge in seiner Familie sichern. Anastasius wurde später zum Bischof von Gran (Esztergom) ernannt, und damit zum Oberhaupt der ungarischen Landeskirche.

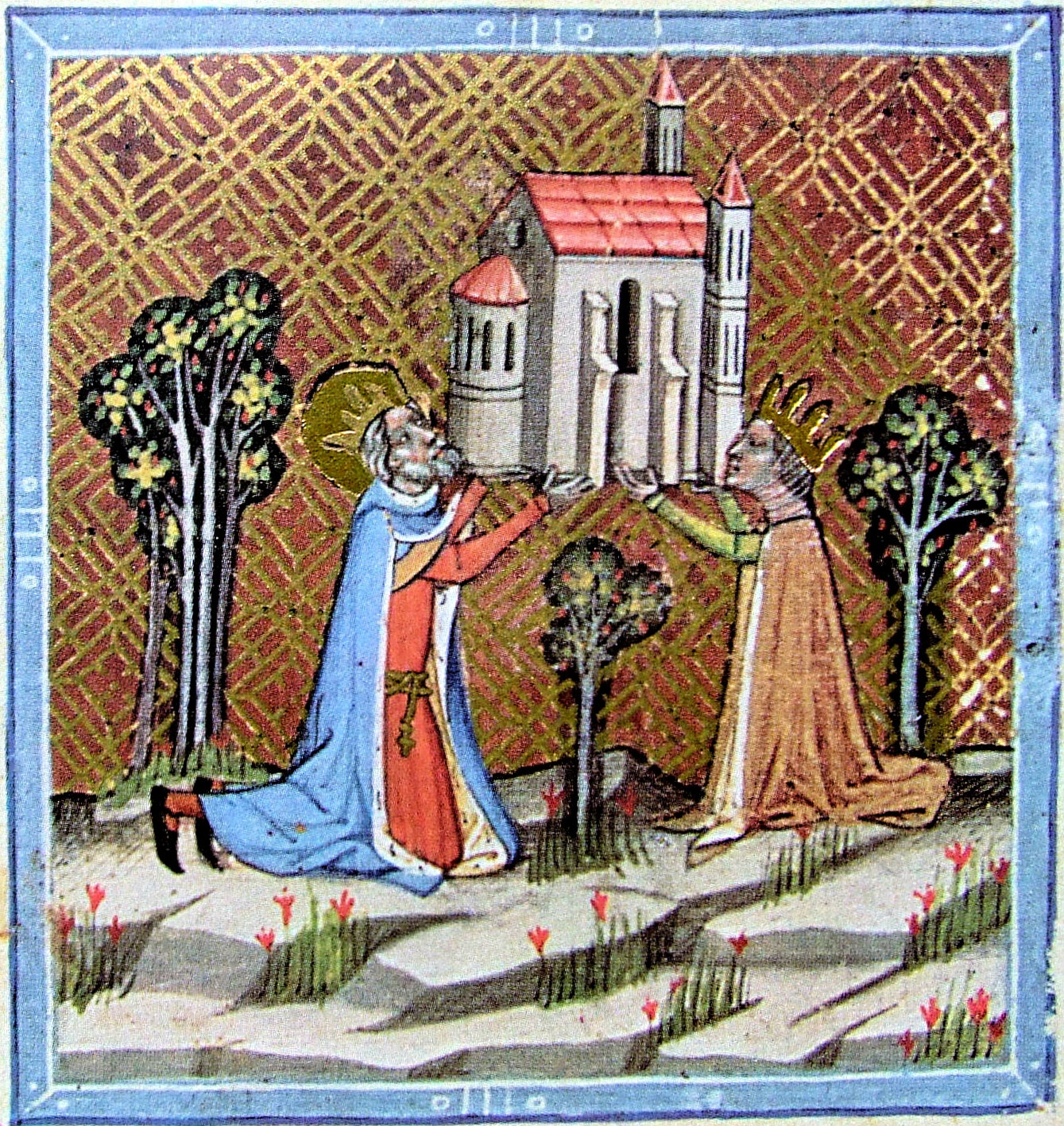
Stephan und Gisela gründen eine Kirche in Óbuda. Darstellung aus der Ungarischen Bilderchronik.

Stephan setzte als König die Christianisierung fort. Er holte Missionare ins Land, vor allem deutsche Ordensleute. Er stand in Kontakt mit Bruno von Querfurt und Odilo von Cluny. Darüber hinaus ordnete er die politische Struktur Ungarns neu. Die alten Stammesgebiete ersetzte er durch rund 40 Gespanschaften (vármegye). Jeder Gespan (ispán) diente als Regionalverwalter und als Heerführer der freien Krieger, der Jobagionen, seiner Gespanschaft.
Am 2. September 1031 verunglückte Stephans einziger Sohn Emmerich (Imre) auf der Jagd tödlich, sodass nun die Söhne von Gézas Bruder Michael Thronfolger waren, die aber zum Heidentum neigten. Stephan I. machte seine Vettern regierungsunfähig, indem er sie blenden und ihnen Blei in die Ohren gießen ließ. Die anderen flohen daraufhin nach Polen und Russland. Er ernannte schließlich Peter Orseolo, den Sohn seiner Schwester Maria, zu seinem Nachfolger. 1038 starb Stephan und wurde neben seinem Sohn in der Marienkirche in Székesfehérvár (Stuhlweißenburg) beigesetzt. Seine Gebeine wurden später nach Buda übertragen. Am 20. August 1083 wurde Stephan zusammen mit seinem Sohn heiliggesprochen.

## Würdigungen
Die Krone, die Stephan I. der Überlieferung nach trug, die Stephanskrone, war Staatsinsignie Ungarns als Königreich und in der Doppelmonarchie Österreich-Ungarn und krönt auch das heutige Staatswappen Ungarns. Heute wird sie als Nationalschatz im ungarischen Parlamentsgebäude aufbewahrt. Tatsächlich sind jedoch alle ihre Teile jüngeren Datums, es kann sich daher nicht um Stephans Krone handeln.
Zu den seinem Patrozinium unterstellten Kirchen siehe König-Stephan-Kirche. Hauptkirche ist die Stephansbasilika Budapest, wo seine Hand (Heilige Rechte) als Reliquie aufbewahrt wird.
Zu den Stephan I. gewidmeten Denkmälern zählt eine in Budapest zwischen der Fischerbastei und der Matthiaskirche aufgestellte Reiterstatue.
Die österreichische Marine benannte ein 1914 vom Stapel gelaufenes Schlachtschiff nach Stephan I., die Szent István.
Der 20. August ist als Szent István Nap (Tag des hl. Stephan) ein nationaler Feiertag. Die Festlichkeiten in Budapest werden mit einem Feuerwerk an der Kettenbrücke beendet, das vom ungarischen Fernsehen ausgestrahlt wird.
1983 wurde in Budapest die Rockoper István, a király (Stephan, der König) uraufgeführt. Die Filmfassung dieser Aufführung kam auch in die Kinos.
Am 27. September 2013 wurde das Musical Gisela & Stephan in Pfaffenhofen an der Ilm uraufgeführt. 2016 gab es weitere Aufführungen in der ungarischen Stadt Veszprém sowie in Scheyern und Passau.

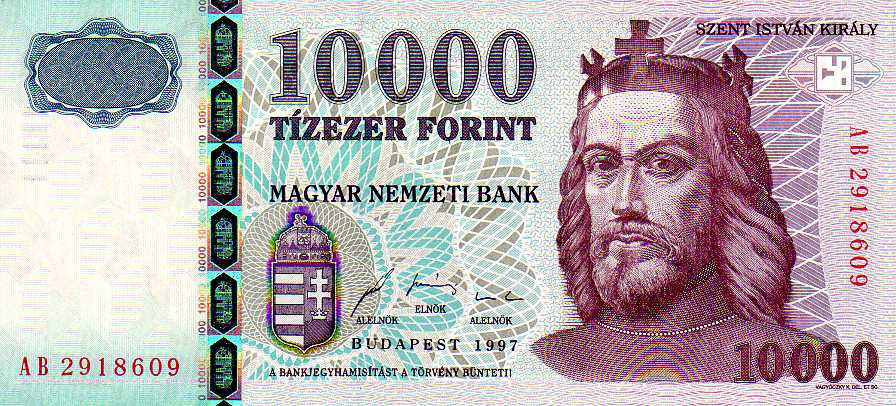
Darstellung auf einer 10.000 Forint Banknote
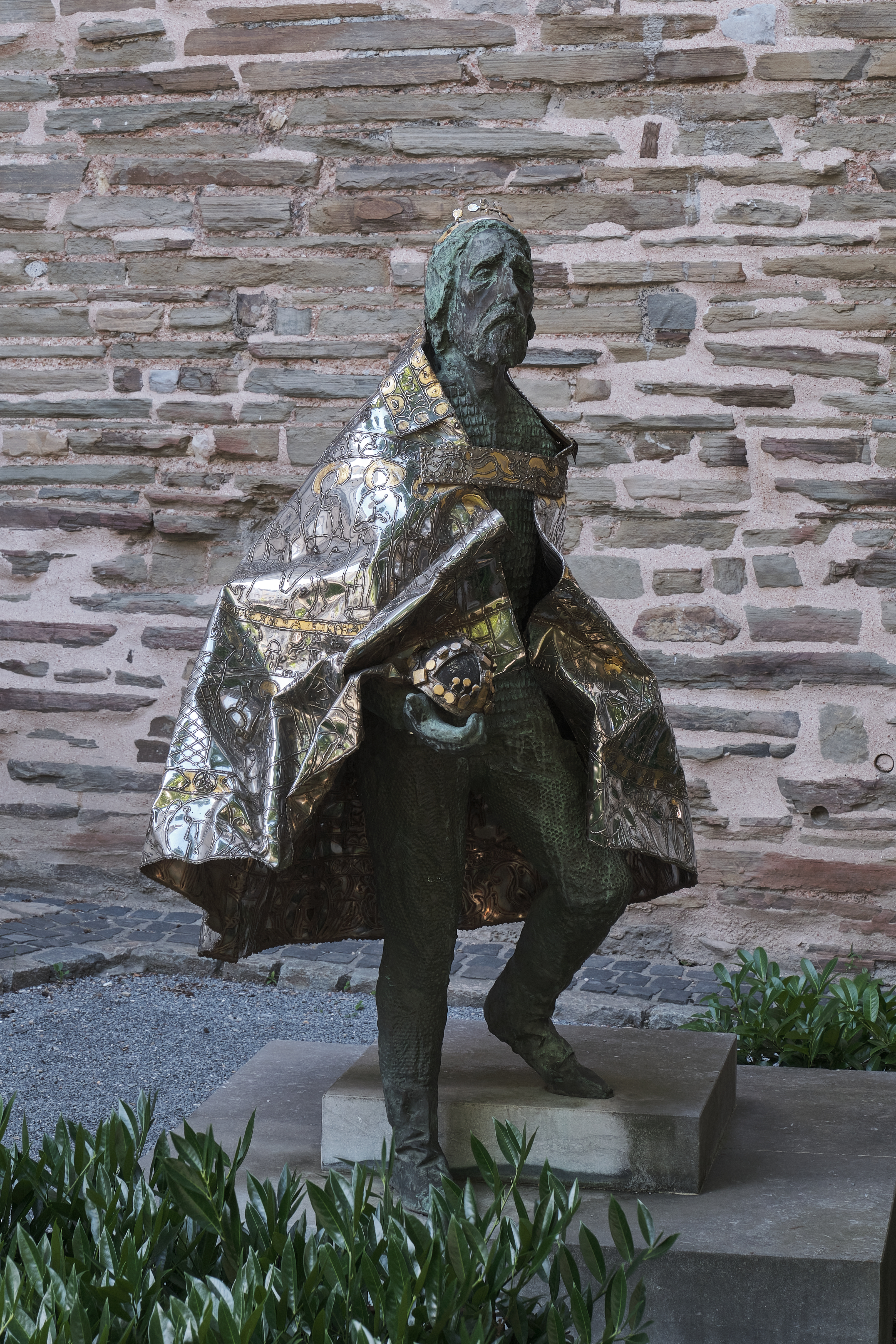
Statue Stephans I. neben der Ungarnkapelle des Aachener Doms, gestiftet 1993 von ungarischen Pilgern
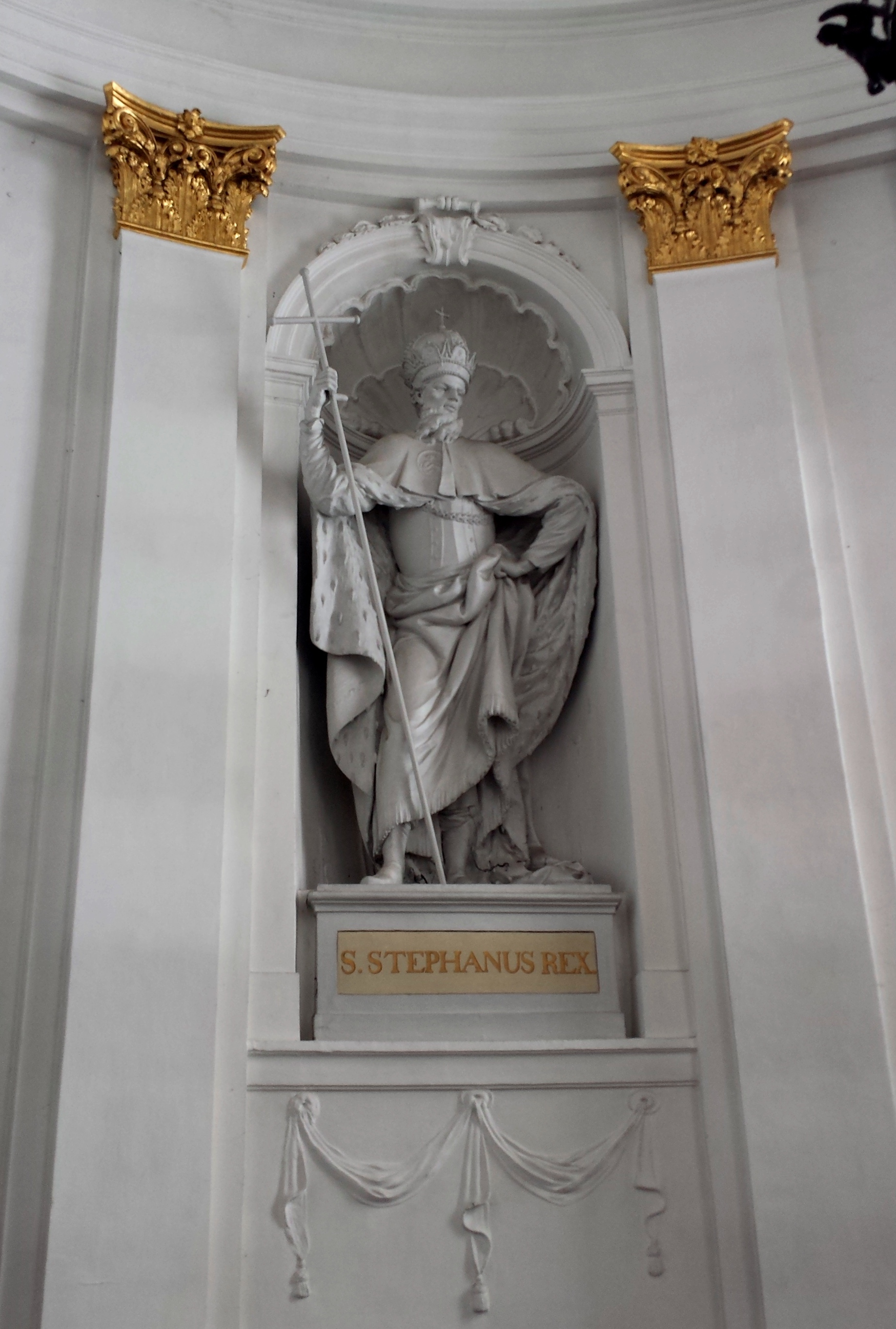
Statue von S. Stephanus Rex im Dom zu Aachen

## Film
- Stephan, der König (1984), Istvan a kiraly (original title). Abgerufen am 20. September 2019.